# Чернояровский пассаж
Чернояровский пассаж — торговое здание, построенное в Казани в начале XX века по адресу: ул. Воскресенская (совр. Кремлёвская), д. № 21.
Стиль — эклектика (модерн с элементами необарокко). Главный вход выделен широкой каменной лестницей и обширным металлическим балконом, ныне утраченным.
Казань была единственным городом Российской империи, после Москвы и Петербурга, где существовало два пассажа (второй — Александровский). Здание недолго оставалось центром торговли, уже после Октябрьской революции 2-й и 3-й этажи помещения были переделаны под жилые. На первом этаже располагался гастроном и, на тот момент, единственный в Казани книжный универмаг «Букинист».